# Goldānlū
Goldānlū (persiska: گلدانلو, گُلدانلو) är en ort i Iran.   Den ligger i provinsen Västazarbaijan, i den nordvästra delen av landet, 600 km väster om huvudstaden Teheran. Goldānlū ligger 1 293 meter över havet och antalet invånare är 181.
Terrängen runt Goldānlū är platt åt nordost, men åt sydväst är den kuperad.Runt Goldānlū är det ganska tätbefolkat, med 185 invånare per kvadratkilometer. Närmaste större samhälle är Urmia, 18,7 km nordväst om Goldānlū. Trakten runt Goldānlū består till största delen av jordbruksmark.